# Чад Смит
Чад Смит (Chad Gaylord Smith, 25 октомври 1961) е американски музикант, известен като барабанист на фънк рок групата „Ред Хот Чили Пепърс“. Той се присъединява към тях след напускането на Джак Айрънс през 1988 г., предшествано от смъртта на китариста им Хилел Словак.
През 2008 година е избран за най-добър фънк барабанист от читателите на списание DRUM!. 

## Ранни години
Чад Смит е роден на 25 октомври 1961 година в Сейнт Пол, щата Минесота, САЩ в семейството на Къртис и Джоан Смит. Чад израства в Блумфийлд Хилс, Мичигън заедно с брат си Брад и сестра си Памела, посещавайки училище Андовър. По-късно се записва в гимназия Лахсър, завършвайки през 1980. Докато все още ходи на училище той бяга периодично от дома си, за което е пратен от родителите си в пансион. Там той почва работа, пробвайки се като бояджия и готвач без особен успех. Ниският успех в гимназията и желанието да свири на барабани го привличат към местните рок групи. Чад Смит свири в редица от тях, повечето от които започват с буквата T: Tilt, Tyrant, Terence, Toby Redd. Участва в албумите на Pharaoh и Toby Redd, с които подгрява веднъж на Канзас в Детройт. След разпадането на Toby Redd Чад Смит се мести да живее при брат си в Лос Анджелис, Калифорния.

## Ред Хот Чили Пепърс
В края на 1988 година Чад Смит се явява на прослушване за барабанист на мястото на напусналия Ред Хот Чили Пепърс, Джак Айрънс. Поканен е от вокалиста им Антъни Кийдис, който узнава за Смит от една приятелка, която твърди, че Чад яде барабани на закуска. Един от последните явили се на прослушването, Чад впечатлява групата с агресивния си стил и скоро получава предложение да се присъедини към Ред Хот Чили Пепърс. Единственото условие е да остриже косата си, което Чад не изпълнява..
По време на записите на албума Blood Sugar Sex Magik групата наема имение, за което се смята че е обитавано от духове. Поради тези слухове Чад е единственият от групата, който не нощува там. За разлика от него, останалите членове в продължение на 3 месеца не излизат от имението и се отдават изцяло на записа на албума. По същото време Чад открива общ интерес с продуцента на албума Рик Рубин към музиката на Блек Сабат. Резултатът от това е включване на рифа от песента Sweet Leaf в първия голям хит на групата „Give It Away“, като признание към Чад Смит. Успехът на Blood Sugar Sex Magik и дългото турне затрудняват китариста Джон Фрушанте и допълнени от проблемите с наркотиците водят до напускането му на групата през май 1992. На негово място е нает Арик Маршъл, който не успява да се наложи в групата и скоро е уволнен..
През 1993 година Чад Смит издава обучително видео Red Hot Rhythm Method за начинаещи барабанисти, в което са включени няколко продуктивни изпълнения с басиста на Ред Хот Чили Пепърс, Флий. На следващата година реформираната група, с нов китарист в лицето на Дейв Наваро, оглавява фестивала Удсток, където свирят с впечатляващи огромни костюми във формата на крушка.
В периода 1995 – 1996 година Ред Хот Чили Пепърс са на световно турне за промотиране на новия албум One Hot Minute. След края на турнето групата си взема почивка. По това време Чад Смит се захваща със странични проекти – записва саундтрак към филмите Grace of My Heart и автобиографичният филм за Хауърд Стърн – Private Parts. Други проекти от същия период включват албумът Monkey on Rico на групата Thermadore, Dangerous Minds на китариста Уейн Крамър, дебютния Lilly на Лили Хейдън и Blue Moon Swamp на Джон Фогърти, китарист на групата Creedence Clearwater Revival.
През пролетта на 1998 година Дейв Наваро напуска Ред Хот Чили Пепърс, за да се концентрира върху солови проекти. На негово място в групата се завръща Джон Фрушанте, който приключва рехабилитационния си период в клиниката Лас Енсинас. Въпреки раздялата Чад Смит продължава да твори с Дейв Наваро, участвайки в соловия му албум от 2001 Trust No One. Двамата участват и в последвалите солови проекти на Глен Хюз.
С издаването на албума Californication през 1999 Ред Хот Чили Пепърс навлизат в натоварен период на турнета и записи на нови албуми. Промотирането на албумите Californication, By the Way и Stadium Arcadium обхващат период от 8 години, в които групата изнася общо 538 концерта на 5 континента.
Физическата умора от постоянните турнета е причината за творческата пауза, която Антъни Кийдис пръв обявява пред списание Ролинг Стоун през май 2008.
В началото на август 2009, Чад Смит обявява пред списание Billboard, че Ред Хот Чили Пеперс ще се съберат, след 2 години пауза, през месец октомври. Смит обаче не конкретизира нито дата за издаване на нов албум, нито дали Рик Рубин ще го продуцира.

### Chickenfoot
През 2008 година Чад Смит се присъединява към супергрупата Chickenfoot, състояща се от бившите членове на Ван Хален, Сами Хейгар и Майкъл Антъни, както и китариста Джо Сатриани. Едноименният албум е издаден на 5 юни 2009, достигайки до четвърта позиция в класацията на списание Billboard за продажби.. На 1 юли 2009 част от концертите на групата от турнето им Европа са отменени поради контузия на Чад Смит, която той получава на сцена по време на изява на Chickenfoot в Париж.

## Личен живот
Първият брак на Чад Смит е през 1994 за Мария Сейнт Джон. От този брак Чад има едно дете, Менън Сейнт Джон, роден 1997. През 1998 двойката се развежда. Чад има други 3 деца, Джъстин (роден 1998), Ава (родена 2000) и Коул (роден 2005) от Нанси Мак, за която се жени през 2004.
Чад Смит е собственик на имение построено през 1929 в Колорадо, известно като домът на Кери Грант и любовника му Рандолф Елиът.. През 2005 в студиото на същото имение Глен Хюз записва соловия си албум Music For the Divine. Хобитата на Чад са гмуркане и баскетбол. Известен факт е любовта му към марката мотоциклети Харли-Дейвидсън.

## Дискография

### Ред Хот Чили Пепърс
- Mother's Milk (1989)
- Blood Sugar Sex Magik (1991)
- One Hot Minute (1995)
- Californication (1999)
- By the Way (2002)
- Stadium Arcadium (2006)

### Други
- Pharaoh – Point Of Entry (1982)
- Toby Redd – In the Light (1986)
- Second Self – Mood Ring (1990)
- Twenty Mondays – Twist Inside (1991)
- Queen Remix (1991)
- Wild Colonials – Fruit of Life (1994)
- General Clusterfunk – Starin' Straight at the Sun (1994)
- Разни изпълнители – A Means to an End: The Music of Joy Division (1995)
- Музика към филма Grace of my Heart (1996)
- Уейн Крамър – Dangerous Madness (1996)
- Thermadore – Monkey on Rico (1996)
- Музика към филма Private Parts (1997)
- Лили Хейдън – Lili (1997)
- Джон Фогърти – Blue Moon Swamp (1997)
- Лея Андреони – Alchemy (1998)
- Fishbone – The Psychotic Friends Nuttwerk (2000)
- Разни изпълнители – Loud Rocks (2000)
- Дейв Наваро – Trust No One (2001)
- Джони Кеш – Unearthed (2003)
- Глен Хюз – Songs In The Key Of Rock (2003)
- Hughes Turner Project – HTP 2 (2003)
- Джон Фрушанте – Shadows Collide With People (2004)
- Глен Хюз – Soulfully Live In The City Of Angels (2004)
- Глен Хюз – Soul Mover (2005)
- Dixie Chicks – Taking The Long Way (2006)
- Глен Хюз – Music For The Divine (2006)
- Глен Хюз – First Underground Nuclear Kitchen (2008)
- Chickenfoot – Chickenfoot (2009)